# Taubenturm (La Calonie)

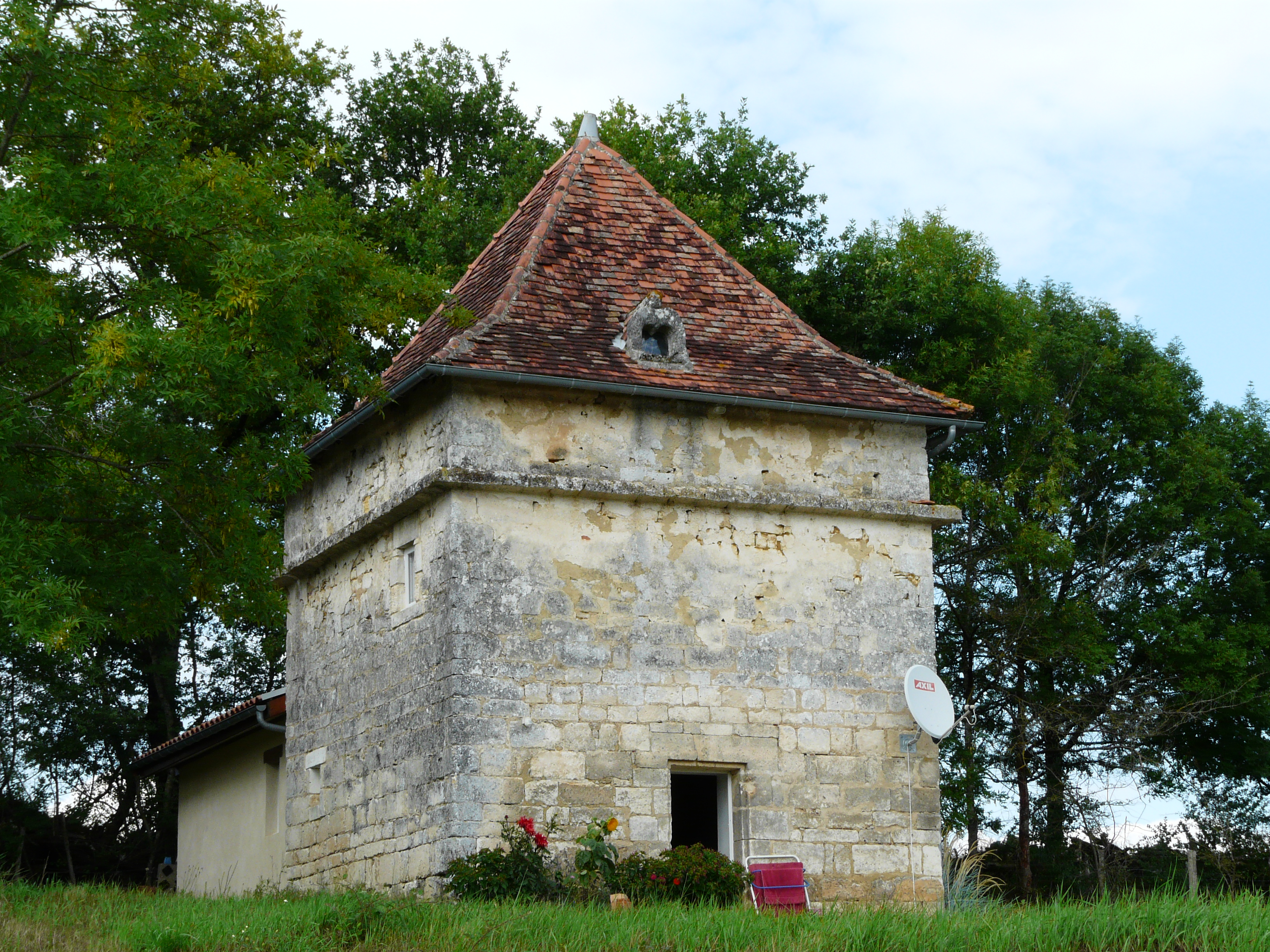
Taubenturm in La Calonie

Der Taubenturm (französisch colombier oder pigeonnier) im Weiler La Calonie der französischen Gemeinde La Tour-Blanche-Cercles im Département Dordogne in der Region Nouvelle-Aquitaine wurde im 18. Jahrhundert errichtet.
Der rechteckige Taubenturm aus Haustein wird von einem Pyramidendach abgeschlossen. Er dient heute als Nebengebäude eines Wohnhauses.